# مارتن ويل
مارتن ويل (بالألمانية: Martin Wille)‏ هو لاعب كرة قدم ليختنشتاني، ولد في 29 مايو 1986 في ليختنشتاين. شارك مع منتخب ليختنشتاين لكرة القدم. أما مع النوادي، فقد لعب مع FC Balzers ‏.

## وصلات خارجية
- مارتن ويل على موقع قاعدة بيانات كرة القدم.إي يو (الإنجليزية)
- مارتن ويل على موقع ناشيونال فوتبول تيمز (الإنجليزية)
- مارتن ويل على موقع عالم كرة القدم.نت (الإنجليزية)